# Mildred Cohn
Mildred Cohn (New York, 12 luglio 1913 – Filadelfia, 12 ottobre 2009) è stata una biochimica statunitense che ha approfondito la comprensione dei processi biochimici attraverso il suo studio delle reazioni chimiche all'interno delle cellule animali.
È stata una pioniera nell'uso della risonanza magnetica nucleare per lo studio delle reazioni enzimatiche, in particolare nell'adenosina trifosfato (ATP).
Ha ricevuto il più alto riconoscimento scientifico della nazione, la National Medal of Science, nel 1982, ed è stata inserita nella National Women's Hall of Fame.

## Primi anni
Milred Cohn nacque nel 1913 nel Bronx in una famiglia di ebrei russi che erano emigrati negli Stati Uniti intorno al 1907. All'età 13 anni si trasferì in una cooperativa di lingua yiddish di nome Heim Gesellschaft, che enfatizzava fortemente l'istruzione, le arti, la giustizia sociale e la conservazione della cultura yiddish.

## Istruzione
Cohn si diplomò al liceo a 14 anni e continuò a frequentare l'Hunter College, che era sia gratuito che aperto a tutte le donne qualificate, indipendentemente dalla razza, dalla religione o dall'origine etnica. Si laureò con lode nel 1931 e riuscì a frequentare un solo anno alla Columbia University poiché non ritenuta idonea in quanto donna. Dopo aver conseguito la laurea magistrale nel 1932 lavorò per due anni per il Comitato consultivo nazionale per l'aeronautica. Sebbene avesse un supervisore di supporto, era l'unica donna tra 70 uomini e le fu detto che non sarebbe mai stata promossa. Successivamente tornò alla Columbia University, studiando con Harold Urey, che aveva appena vinto il Premio Nobel. In origine Cohn stava lavorando per studiare i diversi isotopi del carbonio, tuttavia la sua attrezzatura la deluse e non riuscì a completare questo progetto. Continuò a scrivere la sua tesi sugli isotopi dell'ossigeno e conseguì il dottorato in chimica fisica nel 1938.

## Carriera
Con la raccomandazione di Urey, Cohn fu in grado di ottenere una posizione come ricercatrice associata nel laboratorio di Vincent du Vigneaud alla Washington University di St. Louis, ove condusse studi post-dottorato sul metabolismo degli amminoacidi solforati utilizzando isotopi di zolfo radioattivi. Cohn aprì la strada all'uso di traccianti isotopici per esaminare il metabolismo dei composti contenenti zolfo. Quando du Vigneaud trasferì il suo laboratorio al Cornell University Medical College di New York, anche Cohn e il suo nuovo marito, il fisico Henry Primakoff, vi si trasferirono.
Nel 1946 a Henry Primakoff fu offerto un incarico di facoltà alla Washington University e Cohn fu in grado di ottenere una posizione di ricerca con Carl e Gerty Cori nel loro laboratorio di biochimica nella Facoltà di Medicina dell'università, ove potette scegliere i propri argomenti di ricerca. Usò la risonanza magnetica nucleare per studiare la reazione del fosforo con gli ATP, rivelando notevoli informazioni sulla biochimica degli stessi, compresa la loro struttura, la fosforilazione ossidativa e il ruolo degli ioni bivalenti nella conversione enzimatica di ATP e ADP.
Alla domanda in età avanzata sui suoi momenti più eccitanti nella scienza, Cohn rispose: "Nel 1958, usando la risonanza magnetica nucleare, ho visto i primi tre picchi di ATP. È stato eccitante. [Potevo] distinguere i tre atomi di fosforo di ATP con un metodo spettroscopico, che non era mai stato fatto prima." Utilizzando il radioisotopo dell'ossigeno, Cohn scoprì come la fosforilazione e l'acqua facessero parte del sistema di trasporto degli elettroni della fosforilazione ossidativa del percorso metabolico, il processo onnipresente utilizzato da tutti gli organismi aerobici per generare energia, sotto forma di ATP, dai nutrienti. Chiarì come gli ioni metallici bivalenti fossero coinvolti nelle reazioni enzimatiche degli ADP e ATP studiando gli spettri NMR dei nuclei di fosforo e il cambiamento strutturale in presenza di vari ioni bivalenti.
Nel 1958 fu promossa da ricercatrice associata a professoressa associata. Nel 1960 si unì insieme a suo marito all'Università della Pennsylvania. Fu nominata professoressa associata di biofisica e biochimica fisica e divenne professoressa ordinaria l'anno successivo. Nel 1964 divenne la prima donna a ricevere il Lifetime Career Award dell'American Heart Association, fornendo supporto fino all'età di sessantacinque anni. Nel 1971 fu eletta alla National Academy of Sciences. Nel 1982 si ritirò dalla facoltà come Benjamin Rush Professor Emerita di Chimica Fisiologica, e nel 1984 ricevette il Golden Plate Award dell'American Academy of Achievement.
Nel corso della sua carriera lavorò con quattro premi Nobel:
- Harold Urey, premio Nobel per la chimica nel 1934[8]
- Carl e Gerty Cori, premi Nobel per la medicina nel 1947[15]
- Vincent du Vigneaud, premio Nobel per la chimica nel 1955[16]

## Riconoscimenti
Cohn scrisse 160 articoli, principalmente sull'uso della risonanza magnetica nucleare per studiare l'ATP. Ha ricevuto una serie di dottorati onorari.
Vinse la medaglia Garvan-Olin dell'American Chemical Society nel 1963. Nel 1968 fu eletta Fellow dell'American Academy of Arts and Sciences. Fu insignita della medaglia Elliott Cresson del Franklin Institute nel 1975 per il suo lavoro sull'analisi della risonanza magnetica nucleare di complessi enzimatici. Ricevette il premio International Organization of Women Biochemists nel 1979 e la medaglia Chandler della Columbia University nel 1986.
Nel 1983 fu premiata con la National Medal of Science dal presidente Ronald Reagan per "aver sperimentato l'uso di traccianti isotopici stabili e la spettroscopia di risonanza magnetica nucleare nello studio dei meccanismi della catalisi enzimatica".
Durante la sua carriera ottenne diversi primati di genere: fu la prima donna ad essere nominata nel comitato editoriale del Journal of Biological Chemistry, dove lavorò come redattrice dal 1958 al 1963 e dal 1968 al 1973. Fu anche la prima donna a diventare presidente dell'American Society for Biochemistry and Molecular Biology, allora chiamata American Society of Biological Chemists, dal 1978 al 1979 e la prima donna ricercatrice di carriera per l'American Heart Association. Nel 2009 fu inserita nella National Women's Hall of Fame.

## Vita privata
Mildred Cohn sposò il fisico Henry Primakoff. La coppia ebbe tre figli, i quali hanno tutti conseguito un dottorato. Mildren Cohn è citata nel libro di Elga Wasserman The Door in the Dream: Conversations With Eminent Women in Science, dicendo: "La mia più grande fortuna è stata sposare Henry Primakoff, un eccellente scienziato che mi ha trattato come un intellettuale alla pari e ha sempre pensato che io dovessi perseguire una carriera scientifica e comportarmi di conseguenza".

## Opere selezionate
- Mildred Cohn e T. R. Hughes, Phosphorus magnetic resonance spectra of adenosine diphosphate and triphosphate. I. Effect of PH, in The Journal of Biological Chemistry, vol. 235, 1960,  pp. 3250-3.
- Mildred Cohn e T. R. Hughes, Nuclear magnetic resonance spectra of adenosine di- and triphosphate. II. Effect of complexing with divalent metal ions, in The Journal of Biological Chemistry, vol. 237, 1962,  pp. 176-81, PMID 13880359.
- Mildred Cohn, A study of oxidative phosphorylation with 0-18 labeled inorganic phosphate, in The Journal of Biological Chemistry, vol. 201, n. 2, 1953,  pp. 735-50, PMID 13061412.